# Ацидокомплекс
Аци́доко́мплекс (англ. acidicomplexe) — комплексна сполука, лігандами в якій є лише аніони кислот — ацидоліганди, здатні обмінюватися в розчинах на ін.i молекули, зокрема розчинника, й утворювати комплекси зі змішаними лігандами.
Ацидокомплексів найчастіше належать до комплексів-електролітів аніонного типу. У водних розчинах повністю дисоціюють на катіони і комплексні аніони. Для ацидокомплексів характерні внутрісферні заміщення одних ацидогрупп іншими, а також нейтральними лігандами або молекулами розчинника, гідроліз (сольволіз), ізомеризація, обмін зовнішньосферних катіонів та ін. реакції. Отримують ацидокомплекси взаємодією солей металів в розчині, обмінними реакціями. Використовують їх для синтезу комплексних сполук, при виділенні і очищенні перехідних металів і їх сполук, в електрохімічних процесах.